# Im Harem sitzen heulend die Eunuchen
Im Harem sitzen heulend die Eunuchen beginnt der Kehrreim eines deutschen Nachkriegs-Foxtrottschlagers, dessen Übertitel Skandal im Harem lautet. In den Notenausgaben und auf den Plattenlabels wird er als „Comedy-Fox“ bezeichnet. Die Musik komponierte Gerhard Winkler, den Text dazu verfasste Ralph Maria Siegel. Er erschien 1947 im Musikverlag Kasparek in München.

## Hintergrund
Der vorwiegend durch seine Italien-Schlager bekannt gewordene Komponist Winkler begibt sich hier zwei Strophen lang auf einen heiteren Ausflug in orientalische Gefilde, die mit Harem, Haremsfrauen, Eunuchen und einem grausamen („köpfen und verfluchen“) Sultan noch immer alle abendländischen Bilderklischees aufweisen, die man seit dem Orientalismus mit dieser Weltgegend assoziierte:
Kehrreim:
Im Harem sitzen heulend die Eunuchen.

Die Lieblingsfrau des Sultans ist entfloh’n.

Er wird sie alle köpfen und verfluchen:

Die Lieblingsfrau erwartet einen Sohn!

Der Sultan, der ist nicht kleinlich,

Doch es ist peinlich:

Er war ein ganzes Jahr verreist!

Im Harem sitzen heulend die Eunuchen,

Denn einer ist im Dienst total entgleist.

## Interpreten
Bereits im Januar 1948 spielte Walter Dobschinski mit der Tanzkapelle des Berliner Rundfunks den Titel für Amiga ein. Mit einem Ensemble nahm Peter Igelhoff den Titel in einer swingenden Version bei Tempo auf. Die vielleicht bekannteste Aufnahme machte davon das Comedien-Quartett im Juli 1948 bei Polydor. Für die Kristall-Nachfolgemarke Imperial sang Erwin Hartung das Lied zur Begleitung des Tanzorchesters von Hans-Werner Kleve.
Wiederum für Amiga nahm das Corni-Trio, begleitet vom Bruno Klennert Quartett, im Oktober 1948 den Titel auf deren „Sonderklasse“-label auf; später war die Gruppe als „Cornel-Trio“ auch im Westen bekannt.

## Weiterleben

### Musikalisch
Der Gründer der Musikgruppe „Friedel Hensch und die Cyprys“, Werner Cyprys, nahm das Lied unter dem Pseudonym Jack Terry 1961 erneut bei Polydor (Label-Nummer 24 644) auf.
Die Opernparodistin und Diseuse Annette Postel sang das Lied 2010 in ihrem Programm Heut’ nacht ist mir so o-la-la mit Chansons und Schlagern der 1930er und 1940er Jahre, begleitet vom Salonorchester Schwanen.
Auch der Schauspieler und Musikant Ulrich Tukur „blickte feixend in Richtung Orient“, als er den Schlager bei einem Auftritt zu Silvester 2013/14 in Wuppertal zum Vortrag brachte; ebenso nahmen Retro-bands wie das „Ballaststofforchester Salzburg“ unter seinem Dirigenten Egon Achatz, mit Gesang durch „Die 3 Tenöre“, sich gern des lustigen Comedy-Fox an, der noch immer Gelegenheit bietet, komödiantisches Talent zu zeigen.

### Literarisch
Die Liedzeile wird auch mehrmals in der neueren erzählenden Literatur zitiert, so z. B. in Gustav Adolf Himmels Erstlings-Roman Überfahrt von 1962, dann 1982 in Will Bertholds Roman Geld wie Heu, bei Matthias Zschokke in seinem 2012 im Wallstein-Verlag erschienenen Roman Lieber Niels,
2014 in Stefanie Zweigs autobiographischem Roman Irgendwo in Deutschland und in Else Scherhags Erinnerungen aus meiner Kindheit, die 2014 unter dem Titel Helle und dunkle Tage erschienen sind,
2015 bei Hans Müller-Jüngst in seinem Roman Paulo wird Studienrat und ebenfalls 2015 in Meg Cabots fünftem Heather-Wells-Krimi Gibt es ein Leben nach der Torte?, den Claudia Geng übersetzt hat.
Das Lied wird auch erwähnt in dem gesellschaftskritischen Theaterstück Das Frühlingsfest der mehrfach preisgekrönten Schriftstellerin Gerlind Reinshagen.
Einem Hörspielkrimi, der Folge 18 seiner Reihe um den Meisterdetektiv Prof. Dr. Dr. Dr. Augustus van Dusen, gab Autor Michael Koser den Titel Im Harem sitzen heulend die Eunuchen.

## Tondokumente (Auswahl)
- Skandal im Harem. Comedy-Fox (Gerh. Winkler - Ralph M. Siegel) Comedien-Quartett. Polydor 48 114 (Matrizennummer: 667KK), im wax: 48114A; 26. Juli 1948[23]
- Skandal im Harem. Comedy-Fox (Gerh. Winkler - Ralph M. Siegel) Peter Igelhoff mit Ensemble. Gesang: Peter Igelhoff. Tempo 3566, Matr. 561 - Lic 91 APO 407[24]
- Skandal im Harem. Comedy-Fox (Gerh. Winkler - Ralph M. Siegel) Walter Dobschinski und die Tanzkapelle des Berliner Rundfunks. Amiga 1145 (Matr. AM 1020), aufgen. Berlin, Januar 1948[25]
- Skandal im Harem. Fox v. Winkler - Siegel. Das Corni-Trio. Amiga Sonderklasse 1178 (Matr. AM 1109)
- Skandal im Harem (Im Harem sitzen heulend die Eunuchen), Comedy-Fox (Gerhard Winkler - Ralph Maria Siegel) Hans-Werner Kleve mit seinem Tanzorchester. Gesang: Erwin Hartung. Imperial 17 485 (Matr. K-C 29 986), aufgen. Berlin 1948

## Notenausgaben
- Skandal im Harem: Im Harem sitzen heulend die Eunuchen; Comedy-Fox. M.: Gerhard Winkler. T.: Ralph Maria Siegel. F. Ges. m. Klav.; München: Edition Kasparek GmbH., Erscheinungsdatum: 1947. Verlagsnr. EKM 519; 4º
- Skandal im Harem: Im Harem sitzen heulend die Eunuchen; Comedy-Fox. M.: Gerhard Winkler. T.: Ralph Maria Siegel. Bearb.: A. Steimel. F. S.-Orch.; München: Kasparek 1947. Ch.8º